# Kyselina jodičná
Kyselina jodičná je bílá krystalická látka velmi dobře rozpustná ve vodě na bezbarvý až slabě nažloutlý roztok. Patří mezi středně silné kyseliny (1% roztok má pH = 3).
Její soli se nazývají jodičnany, nejvýznamnější je jodičnan draselný, který se přidává do soli pro zvýšení obsahu jodu.

## Příprava
1. Oxidací jódu kyselinou dusičnou:

3I2 + 10HNO3 → 6HIO3 + 10NO + 2H2O
2. Oxidací jódu chlórem ve vodném roztoku: 

I2 + 5Cl2 + 6H2O → 2HIO3 + 10HCl
V roztoku oxiduje redukční činidla za vzniku jódu. Kyselina jodičná tvoří dva typy solí, a to jodičnany (MIO3) a hydrogenjodičnany (MIO3.H IO3 a MIO3.2H IO3). Jodičnany jsou stálejší než chlorečnany a bromičnany, ale jsou také oxidačními činidly. Připravujeme je oxidací jodidů v zásaditém roztoku nebo rozpouštěním jódu v alkalických louzích.